# 许荷英
许荷英（1963年—），河北沧县人，汉族，中华人民共和国一级演员、第十一届全国人民代表大会河北地区代表。
毕业于河北省艺术学校。河北省河北梆子剧院一级演员、中国戏剧“梅花奖”获得者。2008年起担任全国人大代表。